# Waardeiland (landschap)

CBS-buurt De Waard maakt deel uit van Binnenstad-Noord

Het Waardeiland of De Waard is het gebied tussen de Oude en de Nieuwe Rijn in de Nederlandse gemeente Leiden.
Het vlakke land tussen rivieren werd vroeger waard genoemd, wat de naam verklaart.
De stad Leiden is ontstaan op de westpunt van de waard, waar de Burcht werd gebouwd op de samenvloeiing van de twee Rijnen.
De oorspronkelijke waard is opgedeeld in drie delen:
- Het deel in de binnenstad tussen Hoogstraat en Zijlsingel
- De wijk De Waard tussen de Zijlsingel en het Rijn-Schiekanaal
- De wijk Waardeiland tussen het kanaal en de splitsing van beide Rijnen.

Naast de wijken De Waard en Waardeiland gaf de waard onder andere de naam aan:
- De Waardgracht in de oostelijke binnenstad
- De Waardstraat in de Zeeheldenbuurt
- Bedrijventerrein De Waard
- Verzorgingstehuis ’t Huis op de Waard op de hoek Herengracht/Nieuwe Rijn